# Shepherd-Hotel

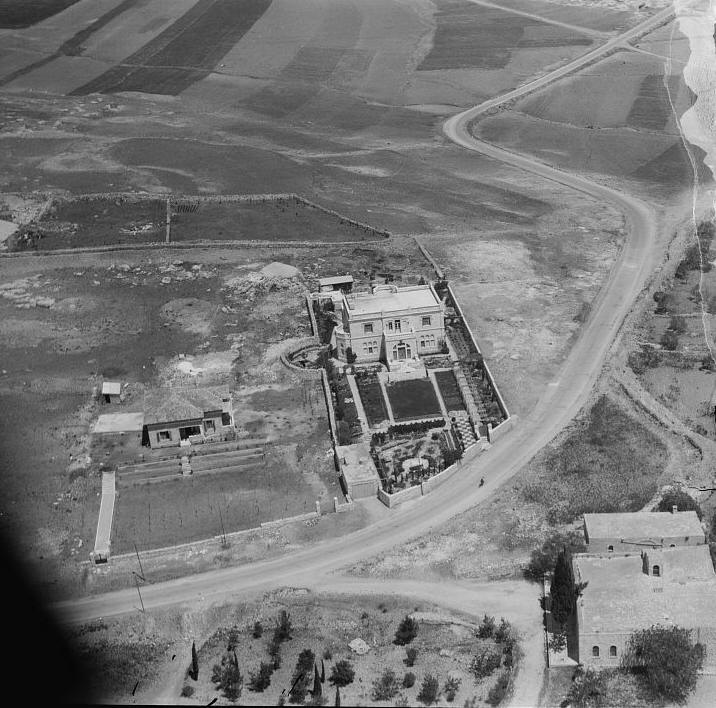
Luftaufnahme der Villa von 1933, Aufnahme der Matson Photograph Collection der American Colony

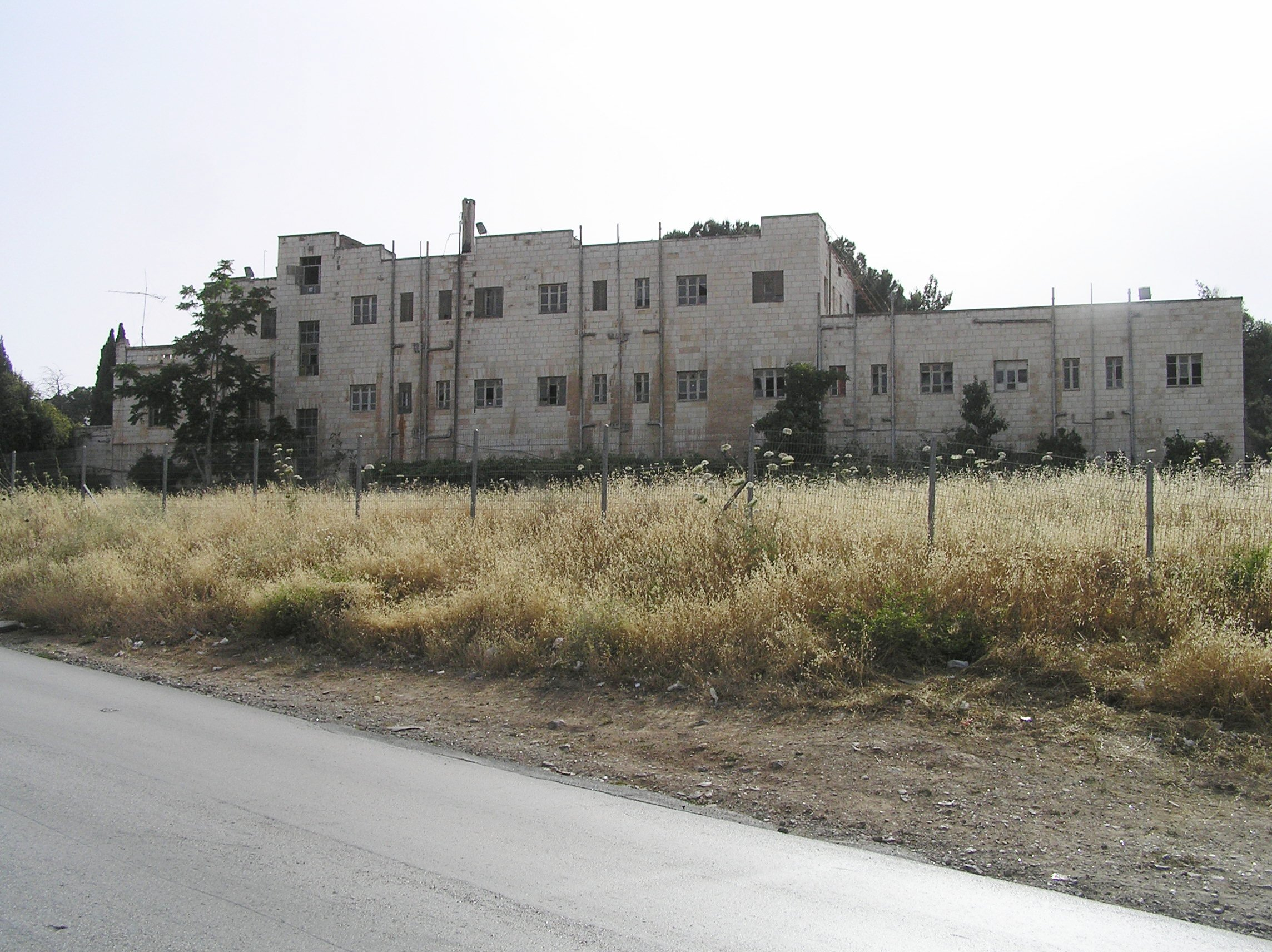
Das Hotel kurz vor dem Abriss (2010)

Das Shepherd-Hotel (auch: Shefer Hotel) ist ein ehemaliges Hotel in Scheich Dscharrah, einem Stadtviertel von Ostjerusalem.

## Geschichte
Das Gebäude wurde vom jüdischen Bauunternehmer Baruch Katinka in den 1930er-Jahren für Mohammed Amin al-Husseini, den Großmufti von Jerusalem errichtet, nachdem Husseini als Bauherr bei Katinka zuvor den Bau des 1929 eröffneten Jerusalemer Palace Hotel in Auftrag gegeben hatte. Bevor Katinka das Projekt übernahm, waren die Arbeiten nach Fertigstellung des Fundaments zwei Jahre eingestellt gewesen. Husseini bewohnte das Haus nie. Er vermietete es dem Historiker George Antonius und dessen Frau Katy. Antonius schrieb darin sein Hauptwerk The Arab Awakening (Das arabische Erwachen). 
Das illustre Paar machte das Haus zum Treffpunkt der Elite. 1934 war auch David Ben-Gurion ein Gast des Hauses, um mögliche Formen eines staatlichen Zusammenlebens zu besprechen. Nachdem ihr Mann 1942 gestorben war, führte seine Frau Katy Antonius in dem Haus den politisch-literarischen Salon weiter. Der Journalist Nasser ad-Din Naschaschibi lobte diese Zusammenkünfte überschwänglich: „Schöne Frauen, köstliche Speisen, geistreiche Unterhaltungen; alles was Rang und Namen hatte, kam zu diesen Festen, die die besten in ganz Jerusalem waren und bei denen es immer wunderbar locker zuging.“ Erstrangige Intellektuelle wie Walid Khalidi oder Albert Hourani waren zugegen. Hingegen mied Antonius politische Größen, eine Ausnahme bildete Musa Alami. Jüdische Gäste waren Gavriel Tsifroni, gebürtiger Deutscher und Journalist des Daily Mail, und Wolfgang Hildesheimer, der auch aus Deutschland kam. Auch das jüdische Ehepaar Gabriel und Victoria Valero, aus der altansässigen jüdischen Kaufmannsfamilie Valero, fand sich zu den Cocktail-Parties ein.
1947 zog Antonius aus, nachdem die Untergrundorganisation Irgun ein von Arabern bewohntes Haus in unmittelbarer Nachbarschaft gesprengt hatte. Zunächst zog ein schottisches Regiment ein, das die Villa requiriert hatte. Nach dem Arabisch-Israelischen Krieg von 1948/1949 übernahm sie Jordanien und funktionierte sie zum Shepherd-Hotel um, bis Israel 1967 im Sechstagekrieg das jordanische Ostjerusalem eroberte. Das Haus kam unter die Verwaltung der Treuhandstelle für aufgegebenes Eigentum, die es noch einige Jahre als Hotel betrieb. Sie ließ es danach leerstehen. Die Treuhandstelle verkaufte es 1985 einer Siedlerorganisation, finanziert von dem in den USA lebenden jüdischen Investor Irving Moskowitz. Dieser nannte es Schefer Hotel, unternahm aber zunächst wenig zur Instandsetzung. Während der Ersten Intifada nutzte der israelische Grenzschutz das Haus als Basis. 
2003 zog der Grenzschutz aus. Moskowitz veröffentlichte 2007 ein erstes Bauvorhaben für 122 Wohnungen. Der ehemalige Gouverneur von Arkansas, Mike Huckabee, besuchte 2009 demonstrativ ein Abendessen in dem Hotel, um für Israels Siedlungspläne zu werben. Im Juli 2009 erlangte die Siedlerorganisation von der Jerusalemer Stadtverwaltung eine Baubewilligung. Am 9. Januar 2011 wurde das Shepherd-Hotel bis auf einen kleinen, denkmalgeschützten Kernbau abgerissen, um Wohnungen für jüdische Siedler zu errichten. „Diese beunruhigende Entwicklung untergräbt die Friedensbemühungen zur Erlangung einer Zwei-Staaten-Lösung“, kritisierte US-Außenministerin Hillary Clinton. „Zudem widerspreche der Abriss der Logik eines vernünftigen Abkommens über den künftigen Status von Jerusalem zwischen beiden Seiten.“ Die EU-Außenbeauftragte Catherine Ashton erinnerte daran, „dass die Siedlungen in den von Israel besetzten palästinensischen Gebieten nach internationalem Recht illegal sind“.